# 圣莫里斯代利永
圣莫里斯德利永（法語：Saint-Maurice-des-Lions，法語發音：[sɛ̃ moʁis de ljɔ̃]）是法国夏朗德省的一个市镇，位于该省东北部，属于孔福朗区。

## 地理
圣莫里斯德利永（45°57'54"N, 0°42'7"E）面积50.08 平方千米，位于法国新阿基坦大区夏朗德省，该省份为法国西部内陆省份，北起德塞夫勒省和维埃纳省，东临上维埃纳省，东南至多尔多涅省，南至多爾多涅省，西接滨海夏朗德省。
与圣莫里斯德利永接壤的市镇（或旧市镇、城区）包括：维埃纳河畔昂萨克、沙布拉克、希拉克、埃斯、莱泰尔、马诺、索尔贡、孔福朗。
圣莫里斯德利永的时区为UTC+01:00、UTC+02:00（夏令时）。

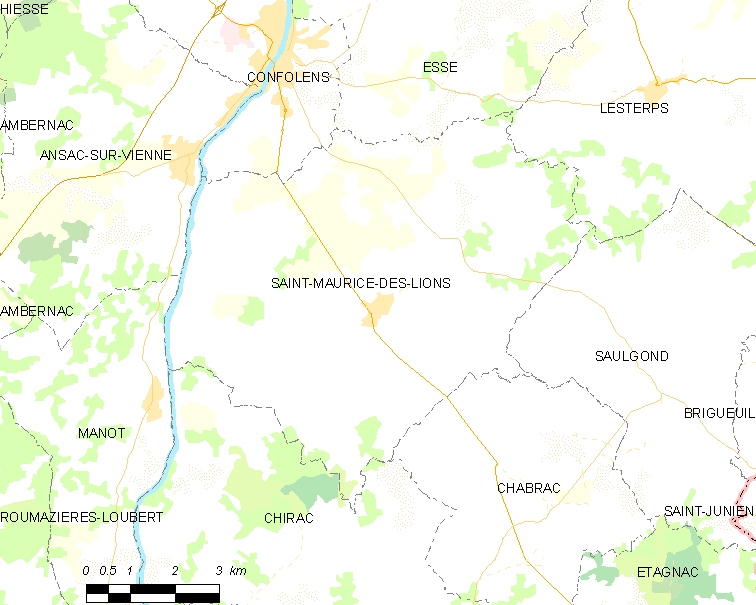
圣莫里斯德利永的OSM定位图

## 行政
圣莫里斯德利永的邮政编码为16500，INSEE市镇编码为16337。

## 政治
圣莫里斯德利永所属的省级选区为夏朗德-维埃纳县。

## 人口

1962-2008年间圣莫里斯德利永人口变化图示

圣莫里斯德利永于2022年1月1日时的人口数量为896人。